# Sae
Sae, jedno od nestalih plemena i jezika američkih Indijanaca iz epohe španjolske konkviste, kada su nastanjeni sa susjednim plemena Guayupé u području rijeke Meta u Kolumbiji. Jezično se oni i Guayupe klasificiraju porodici Arawakan-govornika.
Sae su bili srodni Eperiguama. Prakticirano je mnogoženstvo
Njih i Guayupe opisao je Paul Kirchhoff, koji kaže da Guayupe vjeruju da su oni, Sae i Eperigua porijeklom od jednog para ljudi. Kultura je tipa tropskih kišnih šuma s uzgojem gorke manioke i kukuruza. Sela se satoje od velikih komunalnih kuća podignuitih oko središnjeg trga na kojem se nalazi ceremonijalna kuća. Ratova je bilo dosta ali izvještaji ne govore o uzimanju zarobljenika za robove niti o kanibalizmu, osim funerlnog kanibalizma kod Sae Indijanaca.
Klasnog sistema nije bilo ni kod Saea niti kod Guayupa, dok su stariji ljudi uživali ugledi sačinjavali plemensko vijeće. Sunce i Mjesec bil isu muž i žena, dok su jaguar i neke druge životinje bića zla. Odjeća je bila oskudna, pernati ogrtači i nakit od zlata, školjaka i perja. Izrađivali su i pamučnih 
Izrađivali su i viseče ležaljke (hamaci), drvene stolice i kanue, koplja, lukove i strijele, praćke i štitove. Koka i duhan korstil isu se u obredima za izazivanje vizija. Ribolov je bi ovažan izvor hrane svim tamošnjim plemenima, dok su Sae poznati po tome što meso nisu jeli, a lov im je bio potpuno nerazvijen.